# Pabellondepicaïta
La pabellondepicaïta és un mineral de la classe dels minerals orgànics. Rep el nom de Pabellón de Pica (Xile), la localitat tipus d'aquesta espècie.

## Característiques
La pabellondepicaïta és un compost orgànic de fórmula química Cu²⁺₂(N₃C₂H₂)₂(NH₃)₂(NO₃)Cl·2H₂O. Va ser aprovada com a espècie vàlida per l'Associació Mineralògica Internacional en el mes de febrer de l'any 2024, i va ser publicada a la revista internacional Mineralogical Magazine per Anthony R. Kampf et al. en el mes de novembre del mateix any amb el títol «Pabellóndepicaite, Cu²⁺₂(N₃C₂H₂)₂(NH₃)₂(NO₃)Cl·2H₂O, a new 1,2,4-triazolate mineral from the guano deposit at Pabellón de Pica, Iquique Province, Chile». Cristal·litza en el sistema ortoròmbic.
L'exemplar que va servir per a determinar l'espècie, el que es coneix com a material tipus, es troba conservat a les col·leccions mineralògiques del Museu d'Història Natural del Comtat de Los Angeles, a Los Angeles (Califòrnia) amb el número de catàleg: 76305.

## Formació i jaciments
Va ser descoberta en un jaciment de guano a Pabellón de Pica, a 1,5 km al sud del poble de Chanabaya, a la província d'Iquique (Regió de Tarapacá, Xile), sent aquest indret l'únic de tot el planeta on ha estat descrita aquesta espècie mineral.